# Љубиша Бојић
Љубиша Бојић (рођ. 1983) је српски комуниколог и футуролог чија се истраживања фокусирају на друштвене последице вештачке интелигенције, алгоритама за препоруке и виртуелних окружења. Ради као виши научни сарадник Института за филозофију и друштвену теорију Универзитета у Београду и Института за вештачку интелигенцију Србије и екстерни члан Complexity Science Hub-а у Бечу.

## Глобална препознатљивост
Бојић је аутор теоријског концепта „CERN за вештачку интелигенцију“ – међународне, симулационо засноване инфраструктуре за тестирање безбедности напредних AI система. Рад је представљен као Strategic Insight Светског економског форума, а његова претходна верзија цитирана је у званичном G7 policy brief-у о поузданој вештачкој интелигенцији 2023.
У оквиру УН-овог Програма за заштиту животне средине (UNEP) 2024, Бојић је именован у експертски панел за стратешку футурологију и допринео глобалном извештају Navigating New Horizons – Planetary Health and Human Well-being.

## Образовање
- 2014 – Доктор политичких наука, Универзитет Лимијер Лион 2 (дисертација Processus d’addiction aux médias…, оцењена „très honorable avec félicitations“).[6]

## Каријера
- 2019––   Виши научни сарадник, Институт за филозофију и друштвену теорију, Универзитет у Београду (Digital Society Lab)
- 2023––   Виши научни сарадник, Истраживачко развојни институт за вештачку интелигенцију Србије
- 2025––   External Faculty Member, Complexity Science Hub Vienna[2]

Претходно је био истраживач на Универзитету у Крагујевцу (2015–2019) и гостујући стипендиста Института за хуманистичке науке (IWM) у Бечу 2023.

## Истраживачки фокус
- усклађивање и безбедност AI система (оквир „CERN за AI“)[1]
- друштвени утицај алгоритама за препоруке и предлог да се регулишу као јавна инфраструктура[8]
- психолошки и политички ефекти метаверзума[9]
- бенчмаркинг великих језичких модела за сентимент, пристрасност и црте личности[10]
- верификација језичких модела као алата за анлизу текста.[11]
- испитивање потенцијала машинске свесности[12] и способности лингвистичке прагматике[13] код модела вештачке интелигенције генералне намене

## Уређивачке и саветодавне улоге
Бојић је члан уређивачког одбора часописа Humanities & Social Sciences Communications (Springer Nature).  Од 2023. је члан UNEP Foresight Expert Panel-а и више европских пројектних одбора (Horizon Europe, COST, MSCA).

## Награде и признања
- „Excellent Researcher in Social Science“, Министарство науке Србије (2023)[16]
- Укључен у The Edinburgh Companion to the New European Humanities као пионир дигиталних хуманистичких метода (2024).[17]

## Породица
Бојићев деда по оцу био је српски књижевник и адвокат Љубиша М. Бојић (1912–1980). Бојићев отац је био професор термотехнике и академик Милорад Бојић  (1951-2016), познат по радовима из области енергетске ефикасности зграда и обновљивих извора енергије.

## Изабрана библиографија
- Bojić, L. et al. (2025). „Comparing Large Language Models…“ Scientific Reports 15: 11477.
- Bojić, L. (2024). „AI alignment: Assessing the global impact of recommender systems“. Futures 160: 103383.
- Bojić, L. et al. (2024). „CERN for AI“. European Journal of Futures Research 12: 15.
- Bojić, L. (2022). „Metaverse through the Prism of Power and Addiction“. European Journal of Futures Research 10: 22.